# Veleroa veleronis
Veleroa veleronis är en mossdjursart som beskrevs av Osburn 1952. Veleroa veleronis ingår i släktet Veleroa och familjen Watersiporidae. Inga underarter finns listade i Catalogue of Life.